# Јармук
Река Јармук (арап. نهر اليرموك , или ; хебр. נהר הירמוך ; лат. Hieromices) највећа је притока реке Јордан. Она тече кроз Јордан, Сирију и Израел и натапа велики део висоравни Хауран. Њене главни извори су долине Алан и Рукад са севера, као и Ехреир и Зеизун са истока. Иако је уска и плитка целим својим током, на крају постаје широка попут реке Јордан, достижући тридесет стопа у ширину и пет у дубину. Некада је чувени мост Св. Матеја служио за прелазак реке Јармук, код њеног спајања са реком Јордан.

## Историја

### Праисторија
Јармучка култура је неолитско-керамичка култура која је насељавала делове Палестине и Јордана. Њено пребивалиште је у Sha'ar HaGolan, на ушћу реке. Рано бронзано доба заступљено је око Голана само у области реке.

### Античко доба
Јармук представља природну границу између равница на северу - Хауран, Башан и Голан - и Гилеад планинама на југу. Кроз читаву своју историју, Јармук је често служио као гранична линија између политичких ентитета. Арамејска краљевства и Краљевство Израел (Самарија), из Библије на хебрејском, вероватно су се на овом месту насељавала. Под влашћу Асираца и Персијског царства, провинција Астарот Карнајимски настала је на северу, а провинција Gal'azu (Гилеад) на југу. У време хеленизма, територија Хипос налазила се у близини реке Гадаре и Абиле на југу, док је Дион водио источне притоке. Абила (Тел Абил) се помиње још у 14. веку п. н. е. у писмима из Амарне. Ово вероватно важи и за Гешура, за кога се претпоставља да се налазио северно од реке. Други историјски градови на току реке су Дара'а, Хит и Џалин; а могу се видети и археолошка налазишта у близини Тел Шихаба и Хирбет ел-Дувеира.
Битка на Јармуку, где су муслиманске снаге поразиле византијску војску и стекле контролу над Сиријом, одржана је северно од реке током 636. године.

### Модерно доба
Данас реком управљају Израел и Јордан на подручју долине Јордана, и Сирија и Јордан даље узводно (граница је у великој мери усвојена по плану Француско-британског пограничног споразума из 1923. године). Област Ал-Хама, или Хамат Гадер у долини је под управом Израела, али Сирија полаже право на њу.
Један крак Хеџаске железнице (који се надовезује на пругу Џезрел долине у Самаху), саобраћао је у долини реке између 1905. и 1946. Он је искључен након што је бомбардован у Ноћи мостова. Операција Markolet била је подухват у ноћи између 16. и 17. јуна 1946. године, у британском мандату Палестини. Његов циљ је био да се уништи једанаест мостова који су повезивали Палестину са суседним државама, Либаном, Сиријом, Јорданом и Египтом, како би зауставили интернационални саобраћај. Хидроелектрана Нахарајим, на ушћу у реку Јордан, радила је у Палестини од 1932. до 1948. Брана Ал-Вехда су изградили Јордан и Сирија током 2000-их.

## Галерија
- Електрана Нахарајим, на падинама Ашдот Јааков, у близини села Менахемиа.
- Поглед на реку и Јорданску обалу
- Слапови на реци
- Кањон реке Јармук
- Птице на току реке